# Giuseppe Occhialini
Giuseppe Paolo Stanislao 'Beppo' Occhialini [džuzeppe okjalíny] (5. prosince 1907, Fossombrone u Urbina – 30. prosince 1993, Paříž) byl italský fyzik, který v roce 1947 přispěl k objevu pionu, společně s Cecilem Powellem a Césarem Lattesem. V té době všichni působili v laboratoři H. H. Willse na University of Bristol.
Nizozemsko-Italský rentgenový dalekohled BeppoSAX, který odstartoval do vesmíru v roce 1996 byl pojmenován po Occhilianim.

## Život
Jeho otec Raffaele Augusto byl rovněž fyzik, působil v oblasti spektroskopie a teorie elektroniky. Giuseppe Occhiliani dokončil vysokou školu v roce 1929 ve Florencii. Roku 1933 se podílel na pozorování pozitronu v kosmickém záření v Cavendishově laboratoři v Cambridgi. Zde působil pod vedením Patricka M. B. Blacketta a k pozorování používal mlžnou komoru.
Od roku 1937 do roku 1944 pracoval pod vedením Gleba Wataghina na Univerzitě São Paulo v Brazílii. V roce 1944 se vrátil do Itálie, nejprve vyučoval v Janově poté v Miláně.
V roce 1947 se podílel na objevu pionu ve spolupráci s Césarem Lattesem a Cecilem Powellem. Objev byl učiněn ve Willsově laboratoři v Bristolu.
Occhialini byl i protagonistou kosmického výzkumu s použitím fotografických emulzí vystavených vysokoenergetickému kosmickému záření. Později s příchodem urychlovačů částic zkoumal nové možnosti výzkumu. Přispěl rovněž výrazně k rozvoji kosmické fyziky a pomohl tak k založení Evropské kosmické agentury.

## Ocenění
- Na univerzitě v Miláně se po něm jmenuje ústav fyziky.[2]
- Družice s původním označením SAX, byla přejmenována na BeppoSAX, přidána byla Occhilianova přezdívka Beppo.
- Asteroid 20081 Occhiliani se jmenuje po něm.
- V roce 1949 získal Národní cenu prezidenta republiky.[3]
- Roku 1979 mu byla udělena Wolfova cena za fyziku.
- Roku 2004 byla založena Nadace Giuseppe Occhilianiho, která má za cíl propagovat výuku fyziky ve vyšším vzdělávání.
- V roce 2007 zavedla italská fyzikální společnost zavedla cenu Occhilianiho.
- Roku 2009 po něm bylo v Miláně pojmenováno náměstí.